# 344413 Campodeifiori
344413 Campodeifiori è un asteroide della fascia principale. Scoperto nel 2002, presenta un'orbita caratterizzata da un semiasse maggiore pari a 3,1817030 au e da un'eccentricità di 0,2046975, inclinata di 18,26293° rispetto all'eclittica.
L'asteroide è dedicato al massiccio del Campo dei Fiori nelle prealpi lombarde.